# Chromatische Phantasie

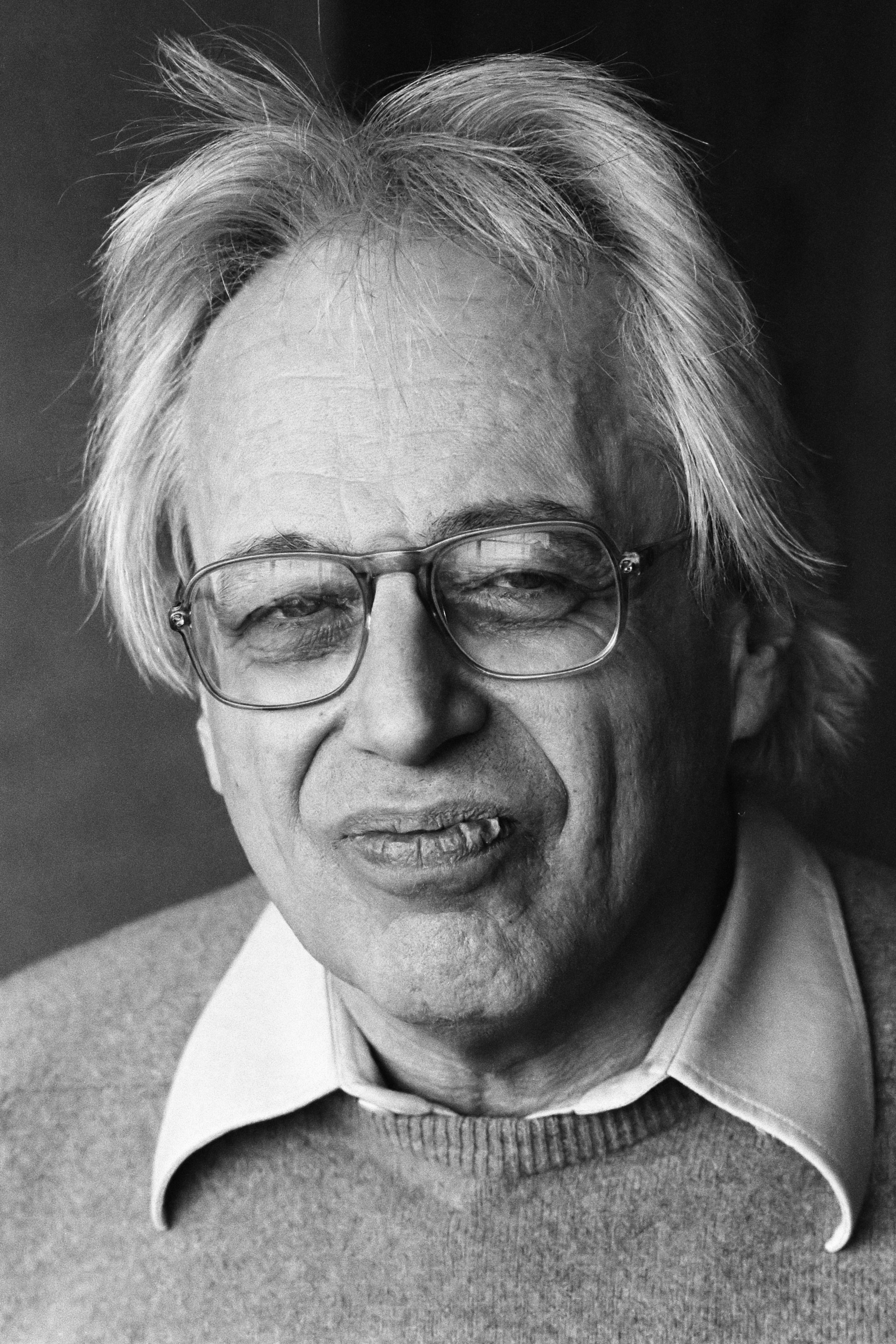
György Ligeti.

Chromatische Phantasie (en alemán: Fantasía cromática) es una composición temprana para piano del compositor húngaro György Ligeti. Es una las composiciones juveniles del compositor.

## Composición y contexto
La muerte de Iósif Stalin en 1953 y más conflictos entre los pueblos húngaro y ruso llevaron a Rusia a colocar a Imre Nagy, cuyo liderazgo condujo a una economía precaria y a un gobierno inestable. Ligeti escribió su Chromatische Phantasie en 1956 en Budapest, poco antes de exiliarse a Viena debido a la Revolución Húngara de 1956. Si bien inició otros proyectos, como su Chromatische Variationen, Requiem (no el finalizado en 1964) y muchas otras obras inconclusas, esta fue una de las últimas obras que compuso en suelo húngaro.
La pieza se estrenó en Nissafors, Suecia, el 17 de abril de 1974, por Eva Pataki al piano. Desde entonces, muchos otros pianistas la han tocado tanto en interpretaciones públicas como en la radio, pero sigue siendo una de las obras menos conocidas de Ligeti. Nunca se publicó, aunque ha sido interpretada por varios pianistas y otros músicos han realizado transcripciones. El manuscrito original se encuentra ahora en Basilea, como parte del acervo Sacher Shiftung.

## Análisis
La composición está escrita para piano y tiene una duración aproximada de 6 minutos. Se basa en la técnica compositiva dodecafónica. Ésta es la única pieza terminada de Ligeti en todo su catálogo en la que utiliza dicho sistema. El tempo es lento, marcado en el metrónomo  = 60. La serie es simplemente una escala cromática descendente de Do a Re♭, presentada justo en los primeros cinco compases de la pieza. La serie es colocada en versión retrógrada, inversión e inversión retrógrada a lo largo de toda la pieza. Ligeti combina esta técnica de doce tonos con clústers de tonos, que desarrolló aún más en sus siguientes composiciones. En la pieza utiliza algunas ideas provenientes de Bártok, como la atención al timbre, la resonancia y el uso de la Secuencia Fibonacci para agrupar series.
El académico Elliot Sneider, que también transcribió la pieza, ha analizado esta composición y la ha dividido en cinco secciones contrastantes. La sección A consta exclusivamente de grupos de tonos, con notas dispersas seguidas de arpegios rápidos, que culminan en un La0 fff (forte fortissimo), que es la nota más baja posible del piano estándar. A partir de aquí comienza la sección B, que consiste principalmente en notas bajas pulsantes con semicorcheas lentas con la mano derecha. Un La0 se repite siete veces. Después de eso, notas en Do♯1 pulsantes son tocadas, solo que esta vez un poco más rápido, las cuales luego saltan al clúster Mi1 –Fa1 ejecutado por la mano izquierda. Un clúster final formado por Si1–Do♯1–Do2, con clústers cortos con la mano derecha termina la sección B.
La sección C comienza con la mano izquierda tocando clusters de tonos cortos y staccato entre Si1 y Do2. La mano derecha combina arpegios de semicorcheas y clusters de tonos. Un tresillo de la mano derecha conduce a un cluster caótico, repitiendo notas con una intensidad alta. Una pausa de siete segundos conduce a la sección D, que canta una voz melódica cromática con la mano derecha, que es interrumpida por los dispersos patrones de la mano izquierda de la sección anterior. La sección E termina las piezas con tonos de cluster largos como en la sección A.

## Recepción y crítica
Ligeti fue un crítico de su propia obra. Una vez describió la pieza como "muy ingenua y primitiva" en el uso de la técnica de doce tonos.

## Grabaciones
| Piano         | Compañía discográfica | Año de grabación | Formato |
| ------------- | --------------------- | ---------------- | ------- |
| Fredrik Ullén | BIS Registros         | 1972             | CD      |